# Lernaeocera lusci
Lernaeocera lusci är en kräftdjursart som först beskrevs av Bassett-Smith 1896.  Lernaeocera lusci ingår i släktet Lernaeocera och familjen Pennellidae. Arten är reproducerande i Sverige. Inga underarter finns listade i Catalogue of Life.